# Mauro Ribeiro
Mauro Ribeiro (Curitiba, 19 juli 1964) is een Braziliaans voormalig professioneel wielrenner. Hij reed het grootste deel van zijn carrière in Franse dienst en was de eerste, en tot nu (2023) toe enige, Braziliaan ooit die een etappe van de Ronde van Frankrijk op zijn naam wist te schrijven. 
Ribeiro deed namens Brazilië mee aan de wegrit op de Olympische Spelen van 1996 (Atlanta). Hij eindigde als 91e.

## Belangrijkste overwinningen
1982
- Wereldkampioen puntenkoers, Junioren

1985
- Eindklassement Ronde van Mallorca

1988
- Eindklassement Premio de la Amistad

1990
- 8e etappe, deel A Parijs-Nice

1991
- 5e etappe Route du Sud
- 9e etappe Ronde van Frankrijk

## Resultaten in voornaamste wedstrijden
| Jaar | Ronde van Italië | Ronde van Frankrijk | Ronde van Spanje |
| ---- | ---------------- | ------------------- | ---------------- |
| 1987 |                  |                     |                  |
| 1989 |                  |                     |                  |
| 1990 |                  |                     |                  |
| 1991 |                  | 47e (1)             |                  |
| 1992 |                  |                     |                  |

| Jaar | Milaan-San Remo | Gent-Wevelgem | Ronde van Vlaanderen | Parijs-Roubaix | Amstel Gold Race | Luik-Bast.‑Luik | Ronde van Lombardije | Bretagne Classic |
| ---- | --------------- | ------------- | -------------------- | -------------- | ---------------- | --------------- | -------------------- | ---------------- |
| 1987 | 146e            |               |                      |                |                  |                 |                      |                  |
| 1989 |                 |               | 31e                  |                | 78e              | 92e             |                      |                  |
| 1990 | 40e             |               |                      |                |                  |                 | 65e                  |                  |
| 1991 | 119e            | 123e          | 67e                  | 45e            |                  | 52e             |                      | 5e               |
| 1992 | 168e            | 78e           | 74e                  | 25e            | 26e              |                 |                      |                  |

Wielerploegen van Mauro Ribeiro
Barteau ·
Castaing ·
Chappuis ·
Claveyrolat ·
Clerc · 
Colotti ·
Gauthier ·
Grewal · 
Huger ·
Kimmage ·
Le Bigaut ·
Mas · 
Mogore · 
Pedersen ·
Peillon ·
Ribeiro ·
Russenberger ·
Simon ·
Vallet ·
Vermote
Bibollet ·
Bincoletto ·
Chappuis ·
Claveyrolat ·
Colotti ·
Esnault · 
Grewal (tot 30/06) · 
Huger ·
Kimmage ·
Lavenu ·
Mas · 
Mogore · 
Pedersen ·
Peillon ·
Rault ·
Rezze ·
Ribeiro ·
Simon ·
Vallet ·
Vermote
Bibollet ·
Bölts ·
Chappuis ·
Claveyrolat ·
Colotti ·
Esnault · 
Kimmage ·
Lino · 
Mas · 
A. Pedersen ·
P. Pedersen ·
Pineau · 
Salomon ·
Rault ·
Rezze ·
Ribeiro ·
Simon ·
B. Vallet ·
P. Vallet ·
Vermote
Bagot ·
Bölts ·
Caritoux ·
Claveyrolat ·
Colotti ·
Esnault · 
Jourdan ·
Laurent · 
Lino · 
Manin · 
Mottet · 
A. Pedersen ·
P. Pedersen ·
Pineau · 
Rezze ·
Ribeiro ·
Sanders ·
Vallet ·
Vermote ·
Wüst
Bagot ·
Bouvatier ·
Brun ·
Caritoux ·
Claveyrolat ·
Colotti ·
Jonrond · 
Laurent · 
Lino · 
Manin · 
Mottet · 
Pedersen ·
Pineau · 
Rezze ·
Ribeiro ·
Sanders ·
Vermote ·
Wüst
Bouvatier ·
Brun ·
Caritoux ·
Chevallier (tot 05/08) ·
Claveyrolat ·
Dojwa ·
Jonrond · 
Laurent · 
Lino · 
M. Madiot ·
Y. Madiot ·
Manin · 
Mottet · 
Rezze ·
Ribeiro ·
Stevenson · 
Virenque ·
Vermote ·
Wüst ·
Garel (stagiair)
Caritoux ·
Dojwa ·
Garel ·
Heulot ·
Laurent · 
Lino · 
Manin · 
Mottet · 
Pensec ·
Rezze ·
Ribeiro ·
Stevenson · 
Vichot ·
Virenque ·
Vermote ·
Wüst ·
Magnin (stagiair) ·
Rous (stagiair) 
Biondi ·
Bourgeot ·
Caritoux ·
Chanteur ·
Chaubet ·
Delphis ·
Esnault ·
Forest ·
Foucachon ·
Furlan ·
Guazzini ·
Kasputis ·
Kirsipuu ·
Kozlitin ·
Pineau ·
Ribeiro ·
Bouvard (stagiair) ·
Bozzi (stagiair) ·
Delbove (stagiair)
Baguet · M. De Clercq · P. De Clercq · Desmet · Farazijn · Frison · Hennebert · Herinne · Magalhães Azevedo · Mattan · Omloop · Ribeiro · Roosen · Tchmil · Van De Laer · Van de Wouwer · Van Den Abeele · Vandenbroucke · Vanhaecke · Verdonck · Cornette (stagiair) · Demarbaix (stagiair) · Vandaele (stagiair)